# Ratpenat frugívor hirsut
El ratpenat frugívor hirsut (Artibeus hirsutus) és una espècie de ratpenat estenodermatini, endèmica de Mèxic, sobretot als estats de Sonora i Guerrero. S'han trobat exemplars d'aquest muricec des del nivell del mar fins a més de 2.500 metres d'altitud, i se'ls dona la denominació de ratpenats hirsuts perquè la membrana de la cua és força peluda.
És un animal relativament petit (d'entre 70 i 80 mil·límetres d'envergadura), que normalment habita prop d'estanys o cursos d'aigua, especialment quan hi ha mangos i figueres a prop. Aquests muricecs acostumen a arrencar les peces de fruita per emportar-se-les a les zones de nidificació nocturna, on s'instal·len cap per avall per menjar. L'època de reproducció s'estén del febrer al setembre, i es considera que és una espècie que està principalment amenaçada per la desaparició dels hàbitats d'on és endèmica, per bé que l'amenaça, de moment, no és especialment seriosa.